# Odontonotacris mimetica
Odontonotacris mimetica är en insektsart som beskrevs av Marius Descamps 1978. Odontonotacris mimetica ingår i släktet Odontonotacris och familjen gräshoppor. Inga underarter finns listade i Catalogue of Life.